# Intelligens épület

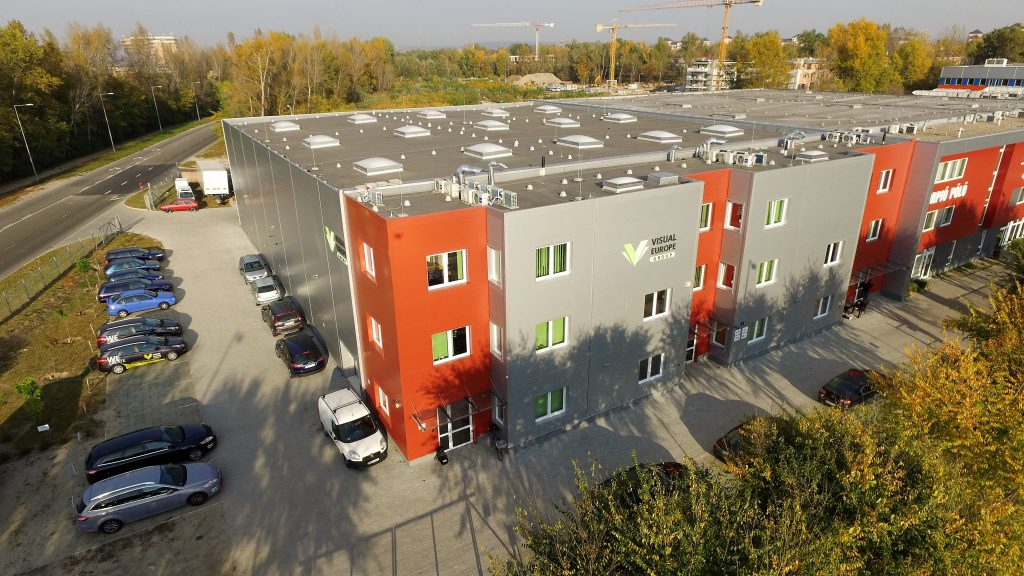
Intelligens épület.

Az intelligens épület (intelligent building) olyan épület, amely automatikusan, azaz emberi beavatkozás nélkül, vagy csak minimálisan szükséges emberi beavatkozással képes ellátni feladatait, segítve a mindennapokban a benne élő, vagy dolgozó felhasználókat, azaz az embert. Megkülönböztetünk olyan rendszereket amelyek központi intelligencia, elosztott intelligencia valamint összetett intelligencia használatával működtetik az épületek berendezéseit, vagy fogadják, továbbítják azok jelzéseit. Az épületek működhetnek folyamatos emberi ráhatással, érzékelők paraméterei alapján, vagy az intelligenciát hordozó vezérlőkre letöltött szoftverek segítségével, távfelügyeletről; külön-külön, de akár egyszerre is. A távfelügyeletet meg lehet valósítani egy nyomógomb és egy ellenőrzőfény; érintőképernyő; egy vagy több távoli számítógép, hordozható számítógép; tenyérszámítógép, okostelefon, tablet segítségével egyaránt.

Okos ház (smart house)
Manapság az okos ház kifejezés általában valamilyen okos megoldást tartalmazó villamos berendezést, vagy berendezések komplex alkalmazását jelenti.
Az okos ház felépülhet vezetékes, vagy akár vezeték nélküli eszközökből is. Tartalmazhat akár többféle "okos" megoldást, rendszert.
Okosotthon (smart home)
Az okos házvezérlő rendszerek terjedésével egyre nő az okosotthonok száma. Ezek zömében privát, családi házak, lakások, amik tartalmaznak valamilyen alapvető intelligens működést. A vélemények megoszlanak arról a szakemberek között mit is jelent ebben az esetbe az "okos" kifejezés. Hiszen sok esetben csak pusztán technológiát, technológiai szintet jelent, de egyes vélemények alapján ez a mesterséges intelligenciával kibővített élhetőbb környezetet is jelenti. (A vezérlők kapacitását és összehangolását tekintve tájékoztatólag egy 70 m2-es lakásban lehet  8 db termosztatikus szabályozós fűtőtest, 5 db jelenlétérzékelős lámpa, 4 db mozgásérzékelő, 2 db ajtónyitás érzékelő, 2 db hűtőszekrény (termosztát), 2 db motoros árnyékoló. Ha ezek IoT adatátviteleit, és internetes, valamint biztonsági igényeit is belevesszük, jelentős hálózati, épületinformatikai igényt jelentenek.)
Okos iroda (smart office)
Egy magasabb szintű üzemeltetést lehetővé tevő technológiai alapú megoldás. Segítségével monitorozható az épület üzemeltetéséhez szükséges összes szükséges adat, fűtések, hűtések, árnyékolások, riasztások, megfigyelőrendszerek és vagyonvédelem, valamint a közművek használata, az épület állaga, a ki és belépők forgalma.
Okos város (smart city) Egyre terjed az internettel együtt a gyors információcserére épülő komplex megoldások iránti kereslet és igény. Egyre több megoldás születik okos város projektek kiszolgálására. Intelligens jegyvásárlási rendszerek, automatikus, követő közvilágítási rendszerek, személyfelismerő és követő szolgáltatások. Az „okos városok” lényege, hogy élhetőbb, a lakosság igényeihez jobban alkalmazkodó és azokat kiszolgáló települések jöhessenek létre.

##### Egészség, biztonság
Az intelligens város és az intelligens épület fejlesztési elvei nagyjából az internet fejlesztéshez lesznek hasonlók,  leginkább a közművek számára jelent „smart” szempontokat. Az épületek smart home elképzeléseiben a dolgok internete, az IoT válhat fontossá, ami hardverüzlet formájában jelentkezne, a becslések szerint 50 milliárd eszköz lenne rajta 2020-ig (különböző kutatások 2018-ban 7 és 10 milliárd közé tették az IoT eszközök számát), másképp: egy smart városban 1millió eszköz/km2. Ha az elektroszmogot, és az adatvédelmi lehetőségeket tekintjük, már fontos lesz, hogy miben jelentkeznek az előnyök, a szolgáltatások, fogyasztás növekedésében, vagy energiafogyasztás és CO2 kibocsátás csökkenésében.
Texasban 2021 júniusban fordult elő, hogy a szolgáltató, mivel hozzáférése volt az IoT rendszeren keresztül a klímák termosztátjaihoz, a teljesítményigény csökkentésére éjjel lejjebb csavarta a termosztátokat, arra hivatkozva, hogy ez a lehetősége szerződésben szerepelt. A fogyasztó szempontjából megfontolandó, hogy maximalizálni akarja-e az energiatakarékosságot, mert annak ilyen ára lehet. 

## Intelligensvillanyszerelés, vezetékes technológiával (intelligent electrical)
Az Intelligens épület építése már a tervezés szakaszában elkezdődik. Fontos, milyen koncepció, milyen irányelvek és milyen technológia alapján fog majd működni ténylegesen az épület. Ehhez több gyakorlati tanácsot is érdemes megfogadni.
- Nem mindig az olcsó technológia lesz a végén a legolcsóbb.
- Csillagpontos rendszer kialakítása esetén többféle rendszer is ráépíthető a vezetékekre.
- Ne spóroljunk a csövekkel, hiszen változhatnak a technológiák egy épület életciklusa folyamán.
- Ne spóroljunk a cső keresztmetszetekkel sem, hiszen egy igényes házban, lakásban igényes burkolatok és megoldások lehetnek, nem jó megoldás, ha utólag ezeket meg kell bontani egy-egy utólagos igény miatt. A csövek méretei előre betervezhetőek megfelelő, jól átgondolt rétegrendek betartásával. Javasolt Symalen csövek, illetve simafalú csövek használata (például MÜ V II 16). A gégecső lehetőség szerint kerülendő a nehezebb utólagos átjárás miatt.
- 2 kanyar után a csövet dobozoljuk, vagy úgy alakítsuk ki a csövezés strukturáját, ha nem akarunk húzódobozokat, hogy ne kelljen dobozolni. Ilyen megoldás lehet a padlóba fektetett csövek használata, ahol a szerelvénytől az első gócpontig 2 kanyarral megjárható a nyomvonal.
- Egy épületben több gócpont alkalmazható. Ezzel további cső és vezeték mennyiség takarítható meg. A gócpontokat mindenképpen betáp vezetékekkel is össze kell fűzni, ami az erőátvitelhez biztosít energiát, valamint célszerű buszkábeleket is kiépíteni a gócpontok közötti kommunikációhoz.
- Az erőátvitelre figyeljünk oda, főként a keresztmetszetekre és hosszokra a fogyasztók figyelembevételével.
- Az erőátvitelt célszerű kisorkapcsozni az elosztókban, így módosítás esetén csak sorkapocstól sorkapocsig kell módosítani a belső huzalozást, ami nem jár rombolással.
- A vezérlés lehet gyengeáramú, ezzel rengeteg vezetéket megsprórolhatunk, de legrosszabb esetben is 1mm2-1,5mm2 vezetékek helyett használhatunk 24V-on 0,5mm2-es vezetőket (max 60V szigeteléssel, vagy 300V-os szigeteléssel /KNX kábel/ ) is ('Smarthome' kábelezési technológia).
- A vezérlés lehet erősáramú, ebben az  esetben 1mm2-1,5mm2 vezetékeket, kábeleket kell behúzni a vezérlésekhez is 300-500V szigetelési tulajdonságokkal. Ez költségesebb megoldás, de lehetőséget ad a későbbi döntés meghozatalára, hogy tényleg szükséges-e okos technológia beépítése, vagy marad hagyományos a villanyszerelés. Azonban a kötődobozokat és a kötéseket ebben az esetben megspórolja a kivitelező, azokat a központi gócpontban lehet elvégezni. Ezzel lehetővé válik, hogy utólag is, mindenféle rombolás nélkül kialakítható legyen okos vezérlés ('Smarthome Ready' kábelezési technológia).
- Vezérlésnél ne spóroljunk a vezetékek ereinek számán, hiszen ma már sok olyan szerelvény is kapható, aminek tápfeszültségre is szüksége lehet. Például a háttérvilágításhoz, vagy a belső relék működtetéséhez.
- Ha többszintes az épület, képezzünk "gócpontokat" minden szinten, majd ezeket is kellő keresztmetszetű strangokon keresztül tegyük átjárhatóvá az utólagos igények lefedése érdekében.
- Bátran használjunk mélyebb, nagyobb szerelvénydobozokat. Ugyanis egy egyszerű dugaljnál is sokkal kényelmesebb a szerelés, ha a vezetékek jól elférnek a szerelvény mögött. Dugaljnál érdemes a mélyebb dobozokat vagy a "fényképezőgép" alakú elektronikus dobozokat használni. Strukturált hálózat kialakítása során ezekkel a dobozokkal biztosítható az előírt minimális kábel hajlítási sugár betartása is. Így 100%-ban biztosítható, hogy mérés során könnyebben megkapja a CAT6, CAT7 minősítést a hálózat. Hagyományos dobozok esetén a kis hajlítási sugár miatt ez néha jó, ha eléri a CAT3-at a mérési tapasztalatok alapján, hiába használ a telepítő CAT6 szerelvényt, vagy kábelt, ha megtörik a kommunikációs kábel.
- Érdemes figyelni a sorolhatósági limitekre is. Túl sok szerelvény nem minden szerelvénycsaládból sorolható, Sőt nem mindegy a sorolt szerelvények orientációja sem, azaz vízszintesen, vagy függőlegesen vannak-e sorolva?
- Vezetékezésnél érdemes megfontolni, hogy inkább hajlékony, többeres erőátviteli kábeleket használjunk, mert így az áramkörök sokkal jobban nyomon követhetőek, feliratozhatóak, egyben a szerelvényezés is könnyebben megoldható, mint sprőd, egyeres vezetékek használata esetén (főleg többszörösen sorolt dugaljaknál). CAT5, CAT6 kábelek esetén is van lehetőség úgynevezett "patch" kábelek használatára, amik egy szigetelésen belül több vezetőeret tartalmaznak.
- Ha felmerül a lehetősége, hogy bármilyen készüléket be kell a későbbiekben vonni egy okos vezérlésbe, mindig meg kell vizsgálni, hogyan biztosítható ehhez az erőátvitel, a vezérlések és az esetleges digitális információk átadásához szükséges csatorna, kábelek formájában, hogy azokat ne utólagosan kelljen – rombolással – beépíteni.
- Meg kell ismerni a tulajdonos elképzelését, koncepcióját. Hogyan szeretne élni? Milyen világítási megoldásokban gondolkodik, milyen árnyékolástechnikában, automatikus működtetésű nyílászárókban, audio és vizuális, valamint, vagyonvédelmi, IT eszközökben?  Sok esetben ezeket az információkat adatszolgáltatás formájában a villamos tervező kapja meg, ő rajzol koncepcióvázlatot és tervet, ami ezeket már tartalmazza. Azonban fontos a párbeszéd a megrendelő, a villamos és szakági tervezők és a tulajdonos között is.

A gócpontokba elosztó szekrények kerülnek, ezek méretezése is nagyon fontos. Az alábbi arányok betartásával kellően szelektív, nem túlépített elosztók valósíthatóak meg:
- Számoljuk össze az erőátvitelhez szükséges áramköröket: dugalj áramkörök, szellőzőmotorok, világítási áramkörök, redőny áramkörök stb. Ezek megadják hány főáramkörünk lesz, így hány darab és milyen értékű kismegszakító. Ezek mennyisége megadja az elosztó várható méretét az alábbiak alapján.
- Ha megvan az áramkörök és a kismegszakítók száma, például 33 készülékegység (KE vagy modul). Szorozzuk meg 4-gyel, nagyobb épület esetén 5-tel. Így az alábbi arányokat kapjuk: 1/4 rész kismegszakító | 1/4 rész automatika és tápegységek | 1/4 rész sorkapocs a kábelek kifejtéséhez | 1/4 rész tartalékhely. Amennyiben az elosztó vezérléseit is külön ki szeretnénk fejteni sorkapcsokra vagy csatlakozókra, akkor az 5-ös szorzót érdemes figyelembe venni. Így nem lesz túlépített az elosztónk és biztosítható a megfelelő szellőzés, ami a beépített elektronikus áramkörök szempontjából lehet fontos.
- Az elosztók egy igazán jól tervezett okos otthon esetében jelentős kiterjedésűek, hiszen kellő szelektivitás esetén kellően sok áramkört, emiatt kismegszakítót, és okos elemeket is tartalmaznak. Emiatt fontos a szakági egyeztetés a mérnöki tevékenység során is például a gépészekkel, belsőépítésszel, statikussal. Hiszen lehetséges, hogy ami ideális hely lenne egy elosztó elhelyezéséhez, oda éppen egy légtechnikai nyomvonal kerülne, vagy éppen a belsőépítész szeretne valamilyen látványelemet elhelyezni. Ugyanígy fontos hogy az elosztókhoz jelentős mennyiségű kábelnek is el kell jutnia megszakítás nélkül. Ezek a nyomvonalak is összefuthatnak a víz, csatorna, fűtés, légtechnikai nyomvonalakkal. itt ráadásul a szükséges, szabványban rögzített védőtávolságok betartása is kötelező. Ugyanígy fontos az elosztószekrények esetében az úgynevezett "ellépési távolság", amit a belsőépítésszel is egyeztetni kell, hogy például egy kijelölt elosztóhely esetén ez betartható-e?

## Technológiai, szakipari sorrendek
Fontos az alkalmazható technológiák helyes használata, megválasztása, technológiai sorrendje.
Sokat változott az építőipar. Míg pár éve az épület volt nagyobb súlyarányban a szakiparhoz képest, ma már a szakipar a fajsúlyosabb. Egyre több, egyre újabb eszközök és anyagok jelennek meg. Egyre nőnek az igények, változnak a szokások.
A szakipari tevékenységek sorrendje már a tervezési szakaszban fontos. Egy átlagos épület felépítéséhez az alábbi sorrendek alakultak ki a gyakorlatban:
1. Építész munkák terveinek elkészítése
2. Belsőépítészeti munkák elkészítése
3. Gépész munkák terveinek elkészítése
4. Villamos munkák terveinek elkészítése
5. Vagyonvédelem és IT tervek elkészítése
6. Bútortervek elkészítése.
7. Kertészet, tereprendezés

Azonban elkerülhetetlen a szakipari tevékenységek egyeztetése. Például több szint esetén elkerülhetetlen csövek, vezetékek átjuttatása egyik szintről a másikra, azaz strangok kialakítása. Ezek mérete, keresztmetszete statikai tervezést, tervmódosításokat vonhat magával. A gépészeti légtechnikai csatornák, gépek elhelyezése, súlya, zaja szintén hatással van az építész munkákra.
Egyes speciális esetekben (például egy nagy gyáregység) fordított a tervezési sorrend, hiszen a technológiai tervezés a mérvadó, amit az építészetnek és a statikának kell lekövetnie.
Szakipari tevékenységek a gyakorlatban (eltérhet például szárazépítészeti technológia esetén, vagy többszintes épületek kialakításánál)
1. Földmérés, ingatlan tükrök kialakítása, épület kimérése
2. Közműbetápok kialakítása, vagy már meglévő közművek előkészítése: 
  - Tervek lezárása
  - Közmű hozzájárulások befizetése,
  - Szükséges hatósági engedélyezések beszerzése.
  - Csatornák, víz, villamos betáp, IT betáp talajcsövezések kialakítása, gáz, hőszivattyú külső csövezési munkálatok.
3. Alapok kialakítása, szerelőbetonszint kialakítása, közműátvezetések kialakítása a betontesten
4. Főfalak kialakítása, végső métervonalak feljelölése.
5. Nyílászárók falnyílásainak kialakítása, áthidalók, beépíthető redőnytokok helyeinek előkészítése.
6. Koszorúszerkezet kialakítása.
7. Födém kialakítása, strangok, kémények helyeinek kialakítása
8. Tető fogadószerkezet kialakítása.
9. Tető vázszerkezet felépítése
10. Tető kialakítása.
11. Tetőfedés.
12. Nyílászásók beépítése.
13. Válaszfalak kialakítása, métervonalak kialakítása.
14. Belső nyílászárók nyílásainak kialakítása.
15. Belső nyílászárók beépítése (ez később is megvalósulhat.
16. Gépészeti, légtechnikai alapszerelési munkák, szelepek felszerelése.
17. Villanyszerelési, IT alapszerelési munkák.
18. Közművek fogadószerkezeteinek kialakítása, közüzemi mérők, osztó gyűjtők villamos elosztók kialakítása.
19. Csőhálózat kialakítása a fogadó szerkezetektől a végpontokig.
20. Vezetékek, kábelek elhelyezése.
21. Vakolási munkálatok. elvégzése.
22. Padló rétegrendeknek megfelelően padlófűtés, szigetelések kialakítása.
23. Végső betonszintek kialakítása.
24. Szakipari alapszerelési munkákat követően végső betonpadlózat kialakítása.
25. Burkolási munkálatok.
26. Festési munkálatok, belső hideg és meleg burkolatok lerakása.
27. Gépészeti készülékek, szerelvények elhelyezése
28. Villamos szerelvények felszerelése, elosztók, áramkörök beüzemelése, lámpák felszerelése
29. Bútorzat beépítése.
30. IT-berendezések beüzemelése.
31. Vagyonvédelem kialakítása.
32. Külső szigetelések kialakítása
33. Vakolat kialakítása
34. Színezés kialakítása
35. Mázolási munkák elvégzése.
36. Építő és szakipari munkák elvégzése után tereprendezés, kertrendezés.
37. Belsőépítészeti, lakberendezési munkák befejező szakaszai.
38. Beüzemelések lezárása
39. Oktatások.
40. Átadás üzemeltetésre.

Jól látható, hogy a villanyszerelés bár egyetlen szakipari tevékenység, de fontos a sorrendje és a fázisai a teljes folyamat során. A villanyszerelői tevékenység gyakorlatilag az első kapavágástól az utolsó eszközök felszereléséig, beüzemelésig jelen van. Hiszen ideiglenes áramköröket is kell biztosítani például betonkeverők, teherliftek számára, ideiglenes világításokat, erőátviteli elosztószekrényeket, de ugyanígy az épület befejező stádiumánál is szükség van például a konyhagépek, dísz és hangulatvilágítások bekötésére, energiával történő ellátására.

## Hogyan lehet a kivitelezés során a villanyszerelést igazán intelligenssé tenni?
- Folyamatos egyeztetés, kommunikáció, jó koncepciók, jó tervek készítésével.
- Előre gondolkodással és a többi szakipar technológiai sorrendjének figyelemmel követésével.
- Megfelelő keresztmetszetű strangok kialakításával.
- Kötődobozok helyett csillagpontos rendszer kialakításával.
- Szerelvénydobozok megfelelő alkalmazásával :
  - Például IT kommunikációs kábelek esetén mélyebb dobozok használatával a megfelelő minimális hajlítási sugár megtartásához
  - Később elhelyezendő elektronikus elemek, előtétek elhelyezéséhez nagyobb például "fényképezőgép" formátumú dobozok használatával
  - Sorolható, illetve nem sorolható dobozok alkalmazásával
- A legújabb technológiák alkalmazásával és ismeretével.
- Megfelelő kábelezéssel, tartalék helyek, nyomvonalak kialakításával.
- Gépészet , IT és egyéb szakipar terveinek, koncepcióinak ismeretével, kiszolgálásával.
- Piaci készülékek, védelmi berendezések, szabványok, szerelvények, világítótestek ismeretével.
- Speciális gépészeti berendezések ismeretével:
  - Például érintésmentes infrás csapok, piszoárok, termosztátok, falra elhelyezhető médiavezérlők ismeretével.
- Szerelvény családok, gyártók, gyártmányok ismeretével, használatával.

## Intelligens módszerek a vezetékes technológiákban
1. Épületfelügyeleti berendezések használata.
2. Zöldenergia technológiai rendszerek használata (hőszivattyú, napelem, zónánkénti fűtésszabályzás, árnyékolástechnika)
3. Energiahatékony berendezések (A++), világítástechnikai megoldások (fényerőszabályzás), technológiák használata:
  - LED technológia (fényerőszabályzó megoldások: DMX, 0-10V, DALI rendszerek)
  - Buszrendszerek használata (egy vagy több buszrendszerből álló komplex rendszer kialakítása)
  - Vagyonvédelem
  - CCTV
  - IT
  - Médiatechnológia (audio, video)
  - Üvegszál technológia
  - PC és hordozható okos eszközök technológiái
  - Sorolható speciális szerelvények: Taszterek, érintőképernyős kezelők, okos eszközök.
  - Már meglévő okos rendszerek integrálása
  - Már meglévő, vagy fejlesztés alatt lévő; Mesterséges Intelligencia alapú vezérlési, távvezérlési megoldások használata (Amazon, Google, Samsung, Xiaomi stb); beszédfelismerés, biometrikus azonosítás alapú technológiák.

## Intelligens, vezeték nélküli eszközök
1. GPS (például óra)
2. 4G, 5G stb. megoldások
3. Bluetooth technológia
4. WiFi
5. Vezeték nélküli buszkommunikációs elemek, kapcsolók.
6. Rádiófrekvenciás eszközök, távirányítók.
7. Infra-kommunikációs eszközök, távirányítók
8. NFC technológia
9. RFID technológia
10. ZigBee technológia
11. Z-Wawe technológia
12. Gyártói rádiókommunikációs technológiák (rádiós redőnyök, kapcsolók, Okos izzók stb.)

## Intelligens funkciók
Az intelligencia tartalma:
- az alkalmazott technológia
- a megrendelői kívánságok
- a programozói és működtető szoftverek
- külső-belső szenzorok paraméterei
- klímavezérlés,
- világítástechnikai vezérlés,
- energia ellátás felügyelete,
- alternatív energiaforrások jobb kihasználása
- biztonságtechnikai rendszerek felügyelete azaz behatolásjelzés és védelem,
- benntartózkodás, egyéni jogosultságok kezelése,
- tűzjelzés és oltás,
- nyílászárók vezérlése és állapotának megjelenítése,
- szórakoztató elektronikai berendezések vezérlése,
- egyéb eszközök automatikus vagy kézi vezérlése,
- trendek, folyamatok regisztrálása és módosítása,
- magas fokú rugalmasság,
- teljes körű vizualizáció,
- teljes körű felügyelet és távirányíthatóság.

Gyakorlatilag minden olyan feladat, ami az üzemeltetés során
adódik.

## Intelligens technológiák
Intelligens épület alatt sokan kizárólag az Instabus (EIB, Konnex, vagy KNX) rendszerrel kialakított épületeket értik, holott ma már sokkal árnyaltabb a kép. Ez a rendszer csak egy a több ezerből, amelyek segítségével megvalósítható egy intelligens épület vezérlése és használata.
Néhány rendszerelem a teljesség igénye nélkül:
- i²c  rendszerek, mikrokontrollerek (főként egyedi berendezésekbe építve, klímák, kazánok, szórakoztató elektronikai készülékek stb.)
- soros kommunikációval (RS232  RS485) rendelkező egységek, rendszerek (párátlanítók, kártyaolvasók).
- 2 vagy 4 vezetékes buszrendszerek, központi intelligenciával (ISYNET GLT), vagy elosztott intelligenciával (KNX)
- direkt címzésű buszrendszerek (ASI, Bticino, Globalfire)
- hagyományos automatizmusok (időzítők, fény és hőérzékelők, mozgás és jelenlét érzékelők)
- érintőképernyős terminálok (HMI) és érintőképernyős PC-k (TPC)
- RF, IR, Bluetooth, vagy WiFi távirányítók.
- modemek, nyomógombok és egyéb HMI-k

Terjedőben vannak a kizárólag TCP/IP protokollt használó, PC-k vagy beágyazott operációs rendszereket tartalmazó mikrogépek segítségével kiépített felügyeleti megoldások is, bár működésük gyenge pontja a használt operációs rendszer megbízhatósága és rendelkezésre állása. Vannak azonban olyan, nagy cégek által üzemeltetett szerverparkok, ahol felhő alapon is lehetséges már szerverek, virtuális szerverek működtetése. Ezeket már lehet napi szintű felügyelettel is működtetni kellő redundanciával és rendelkezésre állással.
Alternatív, költségkímélő megoldásként születőben vannak az ipari PLC alapú vezérléssel megvalósított épületfelügyeletek is.
Fő hátrányuk, hogy programozásuk PLC-nként változó. Ezt több gyártó is felismerte és elkezdték szabványosítani a programozói felületeket.
Ipari méréstechnikában a Labview (National Instruments) platform segítségével egységesen kezelhető egy PDA, egy beágyazott PC-s rendszer vagy egy SCADA felület. Hátránya a magas bekerülési költség, de a tömeges felhasználással ez kedvező irányba változhat.
Más jellegű, de hasonló alapokon történő fejlesztést jelent az ILC (Phoenix Contact) vezérlők használata, amelyek legalább 6 nyelven programozható ipari vezérlők. A bevált buszrendszerekkel az alábbi felületeken tudnak kapcsolatot tartani:
- Interbus
- Profinet
- Profibus
- MODBUS RTU
- MODBUS TCP
- Ethernet/IP
- CANopen
- DeviceNet
- SERCOS
- Mechatrolink
- LONWorks
- ASI

A programnyelvek közötti választási lehetőség a programozhatóságot jelentősen javítja és az eszközök árai is kedvezőek.
A rendszerek bonyolultsága már nem teszi lehetővé, hogy tablón, vagy vezérlőpulton több ezer adatpontot egyszerre megjelenítsünk. Nincs is rá szükség, hiszen a túl sok kontrollfény és visszajelzés áttekinthetetlené válna. A kijelzők és érintőfelületek árának csökkenésével előretörőben vannak az úgynevezett SCADA rendszerek. A SCADA rendszerek alapja PC, monitor, érintőképernyő, vagy mindezek egysége. A monitoron több – interaktív képernyő segít eligazodni az adatpontok dzsungelében. minden esetben csak az olyan adatokra szorítkozva, amelyek éppen az adott pillanatban értékesek a felhasználó számára.
A PLC alapú rendszerek fő hátránya, hogy a felhasználó kötött a programozóhoz, a programozói környezethez. Meghibásodás esetén a PLC-s rendszerek védtelenek, nem tudják ellátni a feladataikat. Redundáns rendszer és rendszerprogramok készítése drágává teszi a megoldást.
Kialakulóban vannak önszerveződő, programozást és programozót a felhasználói oldalon nem igénylő rendszerek is. Ilyen például a magyar fejlesztésű Kameleon System is.
A rendszer elemei lego-szerűen kapcsolódnak össze. Egyetlen készülék is használható csak világítás, vagy csak redőnyök, zsalúziák vezérlésére, de akár 100db készülék is képes egyetlen rendszerré összeállni, applikáció, külső SCADA rendszer alá feljelentkezni.

## Intelligens épület, buszrendszerek

### Vezetékes rendszerek
Intelligens buszrendszerek és termékek nélkül az intelligens épület nem lenne megvalósítható. Az Intelligens technológiák fejezetben néhány ipari buszrendszert már meg lett nevezve. Azonban az idő előrehaladtával egyre több és több, hasonló, vagy éppen egészen más elvet követő rendszer került fejlesztésre.
- KNX:

Több gyártó termékeit fedi le és nem kerülhető meg, a több évtizedes gyártási és fejlődési múltra visszatekintő Instabus ami később Az EIB nevet kapta (European Installation BUS). Majd az amerikai terjeszkedés nem titkolt szándékával a KNX (Konnex) nevet.
- Contatto:

A Duemmegi cég fejlesztése. Bár nálunk kevésbé ismert ez a négy vezetékes olasz rendszer, alapvetően az iparból került az otthoni épületautomatizálási szegmensbe.
- Domino

Szintén a Duemmegi cég fejlesztése. két vezetékes olasz rendszer,már kifejezetten otthonok automatizálására tervezték.
- iNELS

Kelet-európai fejlesztés. Szlovák ipari automatizálási alapokkal. Egyre népszerűbb kisebb rendszerek építésére, főként a rádiós rendszereik.
- Tecomat Foxtrot

Az Inels-el közös gyökerű szlovák automatizálási rendszer.
- Loxone

Új fejlődő vezetékes, központi intelligenciájú rendszer.
- ISYGLT

Német fejlesztésű RS-485 és IP alapú 4 vezetékes buszrendszer. Egy cég gyártmánya, de sok meglévő buszrendszerrel kommunikációképes.Például KNX készülékekkel.
- Nective System

Magyar fejlesztésű elosztott intelligenciájú, vezetékes rendszer. Akár egyetlen készüléktől működőképes, de 100 készülékes komplex rendszer is kialakítható belőle, lego-szerűen bővíthető.

### Vezeték nélküli rendszerek
- Fibaro

Lengyel tervezésű és gyártású vezeték nélküli rendszer. Nem túl nagy sebességű, főként 1-1 funkció automatizálására alkalmas.
El kell mondani, hogy a rádiójel vezérlésű technológiák bár nagyon fejlettek, de van pár olyan tulajdonságuk, ami sokszor bosszantó jelenségeket eredményez.
Például:
- Jelátviteli, vagy reakcióidő, például nagyon késve reagál a rendszer vagy akár nem is tud reagálni.
- Rádiós interferenciák, például nagyobb energiájú adó  mellett történő telepítés.
- Korlátozott hatótáv, például vasbeton szerkezetben akár használhatatlan jelátvitel.

Ezzel együtt vannak ígéretes megoldások is már vezeték nélküli jelek továbbítására.
Például:
- Kis energiaigényű jeltovábbító megoldások (BLE, kis energiafelhasználású mikrokontrollerek).
- Nagy hatótávolságú, hosszú hullámú megoldások
- Kinetikus vezérlések, kinetikus nyomógomb, ami a megnyomás energiáját alakítja át rádiófrekvenciás adatokká.
- Mobilkommunikációs megoldások (4G, 5G jelátvitel, műholdas kommunikáció).

## Külső hivatkozások
Vezetékes okos otthon megvalósításához elérhető automatizálási rendszerek:
- Nective System (magyar)
  - 4 vezetékes rendszer (2 tápfeszültség, 2 adat)
- Duemmegi (olasz)
  - Contatto 4 vezetékes rendszer
  - Domino 2 vezetékse rendszer
- Instabus / EIB / KNX (nemzetközi)
  - 2 vezetékes rendszer
- IsyGLT (német)
  - 4 vezetékes rendszer
- Inels (szlovák)
  - 4 vezetékes rendszer
- Teco (Cseh)

További információk automatika és épületautomatika témában:
- Automatika.lap.hu
- Épületautomatika.lap.hu
- Ajánlott biztonsági eljárások eszközök internetes hálózata (IoT)

További információk buszrendszer témában:
- Instabus.lap.hu
- PLC.lap.hu